# Koeneniodes berndi
Espèce
Koeneniodes berndi est une espèce de palpigrades de la famille des Eukoeneniidae.

## Distribution
Cette espèce est endémique du Sabah en Malaisie. Elle se rencontre vers Sandakan.

## Description
La femelle holotype mesure 0,94 mm.

## Étymologie
Cette espèce est nommée en l'honneur de Bernd Hauser.

## Publication originale
- Condé, 1988 : Nouveaux palpigrades de Trieste, de Slovénie, de Malte, du Paraguay, de Thaïlande et de Bornéo. Revue Suisse de Zoologie, vol. 95, no 3, p. 723-750 (texte original).